# Nix (mitologia)

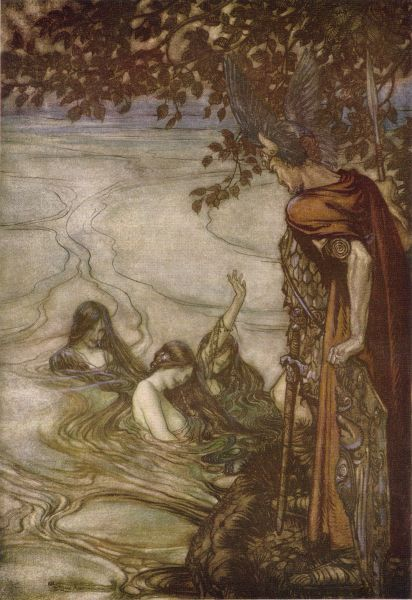
The Rhine maidens warn Sigfried di Arthur Rackham.

I Nix o Nixe (in tedesco) o näcken (in svedese) sono spiriti d'acqua mutaforma che assumono solitamente sembianze umane. Compaiono nei miti e nelle leggende di tutti i popoli germanici in Europa.
Nonostante in tempi recenti tali creature vengano di solito rappresentate come umanoidi di forma (sebbene in molti casi mutaforma), l'inglese Knucker viene generalmente dipinto come un wyrm o drago, il che attesta la sopravvivenza di altri usi come essere-d'acqua di vario tipo, piuttosto che esclusivamente creature umanoidi.
Il loro sesso, i nomi e le trasformazioni in vari animali cambiano a seconda della geografia. Il tedesco Nix
e la sua controparte scandinava sono maschili. Il Nixe o Nixie tedesco è uno spirito femminile di fiume simile alla sirena.

## Etimologia dei termini

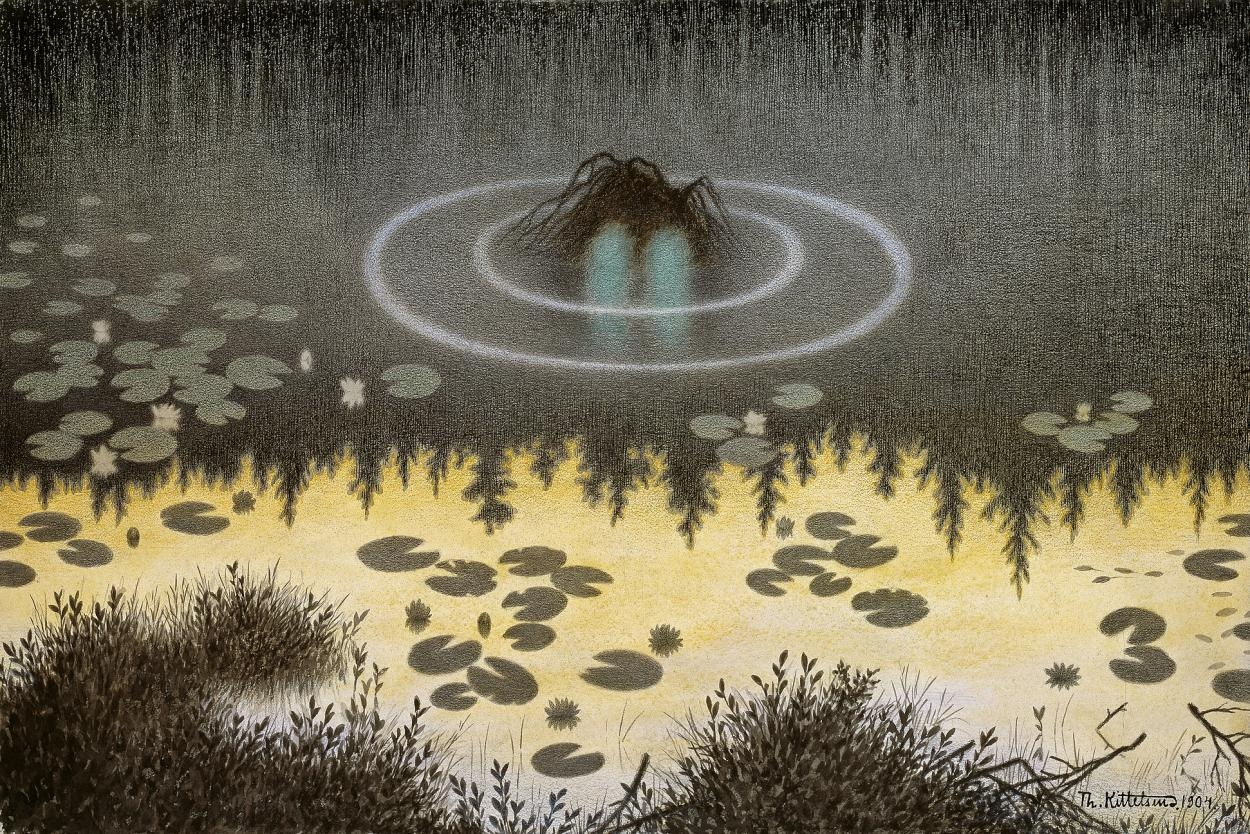
In Norvegia, è ugualmente famoso il Nøkken di Theodor Kittelsen dal 1904.

I termini usati per indicare questi esseri, si pensa che derivino dal germanico comune *nikwus o *nikwis(i), il quale deriva a sua volta dal termine protoindoeuropeo *neigw ("lavare"). Da cui il sanscrito nḗnēkti ("lavare"), il greco nízō e níptō, e l'irlandese nigther.
Il termine neck è in uso in inglese e svedese (näck o nek). La forma svedese deriva dall'antico svedese neker, che corrisponde all'antico islandese nykr (gen. nykrs), e nykk in norvegese. In antico danese, la forma era nikke e nel moderno danese e norvegese bokmål è nøkk. La parola islandese nykr viene anche usata per ippopotamo.
Nel basso germanico medio, era chiamato necker, mentre in olandese medio nicker. La forma dell'alto germanico antico nihhus significa anche "coccodrillo", mentre l'inglese antico nicor potrebbe significare sia "mostro acquatico" che "ippopotamo".
Altri nomi con cui vengono chiamati sono lo svedese Strömkarlen ed il norvegese Fossegrim. Poiché la versione scandinava può tramutarsi in un cavallo kelpie, viene anche chiamata Bäckahästen (il "cavallo di ruscello"). In Germania, dove in maggioranza appare come femminile, vengono anche chiamati Fanciulle del Reno.

## Scandinavia

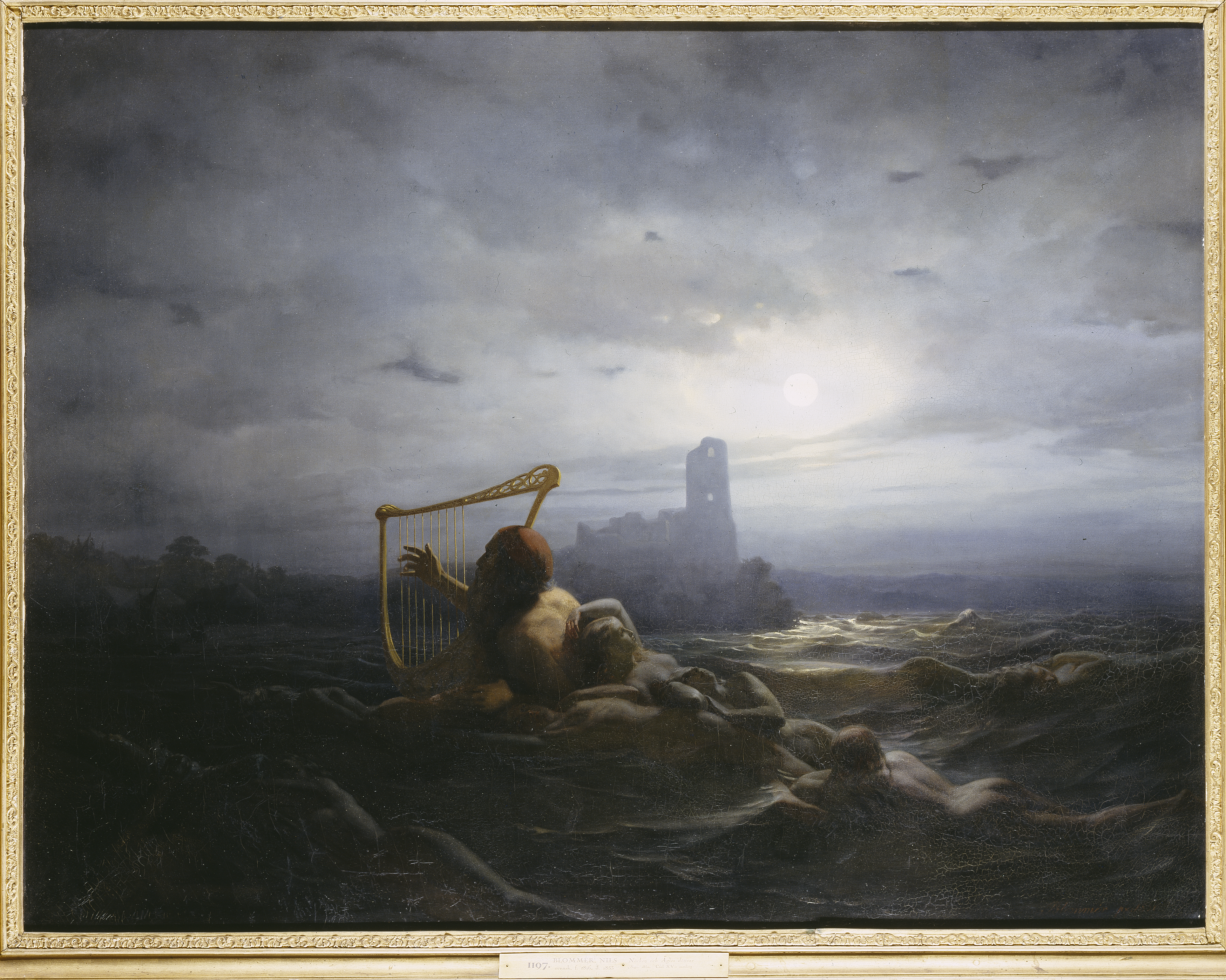
Il Neck e la figlia di Ægir di Nils Blommér fa in modo che il Neck del folclore scandinavo incontri le sirene della mitologia scandinava.

### Näcken, Nøkken

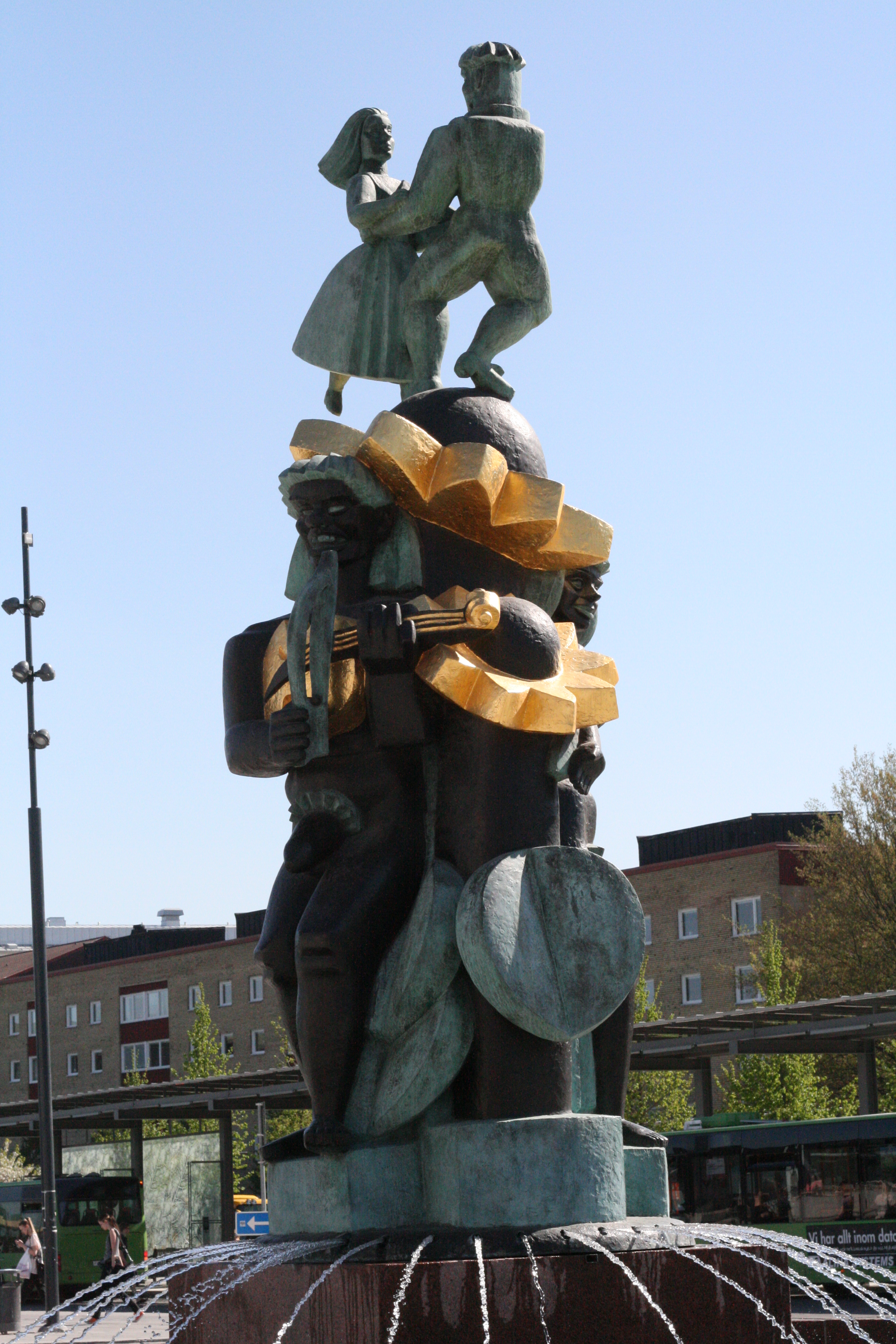
Näckens polska di Bror Hjorth.

Gli scandinavi näcken, nøkken, strömkarlen, Grim o Fosse-Grim erano spiriti acquatici maschili che suonavano musiche incantate con il violino, adescando donne e bambini per annegarli dentro laghi o fiumi, o per ucciderli con una lama nascosta nello strumento musicale. Secondo la credenza popolare, solo il loro bersaglio può udire l’ipnotizzante musica, per poi risvegliarsi dalla ipnosi solo nel momento in cui il nøkken, estrarrà la lama per tagliargli silenziosamente la gola. Comunque non tutti questi spiriti erano necessariamente malevoli; in effetti esistono molte storie che indicano come alla fine il Fossegrim fosse totalmente innocuo per il suo pubblico e che con le sue dolci canzoni non attirasse solo donne e bambini, ma anche gli uomini. Esistono anche storie dove il Fossegrim acconsente di vivere con un umano che si è innamorato di lui, ma molte di queste storie finiscono con il Fossegrim che torna a casa, di solito vicino ad una ruscello o ad un fiume. Si dice che i Fossegrim diventino abbattuti quando non hanno un libero e regolare contatto con una fonte d'acqua. Se avvicinato in modo appropriato, insegnerà ad un musicista a suonare così abilmente che "gli alberi danzeranno e le cascate si fermeranno alla sua musica."
È difficile descrivere le sembianze di un nix, visto che una delle sue capacità principali si pensa che sia mutare forma (mutaforma). Può darsi che non abbia nessuno forma di per sé. Potrebbe mostrarsi come un uomo che suona il violino dentro a ruscelli e cascate (nonostante oggi sia immaginato come un essere femminile bello e nudo, nel folclore era più spesso vestito con abiti più o meno eleganti), ma poteva anche apparire sotto forma di tesoro o vari oggetti fluttuanti o ancora sotto forma animale; più comunemente è conosciuto come "cavallo di ruscello" (vedi sopra).
I nomi in moderno scandinavo derivano dal norreno antico nykr, che significa "cavallo di fiume". Così, probabilmente il cavallo di ruscello precedeva la personificazione del nix come un "uomo fra le rapide". Fossegrim e simili venivano sempre dipinti come uomini d'eccezionale bellezza i cui vestiti (o la loro assenza) variava ampiamente da storia a storia.
L'affascinante musica dei nix era più dannosa per donne e bambini, specialmente donne incinte e bambini non battezzati. Si pensava che fosse più attivo durante la Notte di Mezza estate, nella Vigilia di Natale e il giovedì. Tuttavia queste superstizioni non erano tutte necessariamente collegate con tutte le versioni qui esposte, e molte, se non tutte, si svilupparono dopo l'evangelizzazione dei paesi nordici, come avvenne per simili storie di fate e altre entità in quelle zone.
Quando i malevoli nix tentavano di portar via le persone, queste potevano essere difese chiamando il loro nome; questo, infatti, portava gli spiritelli alla morte. Se si portava al nix un'offerta di tre gocce di sangue, un animale nero, del brännvin (vodka scandinava) o snus (tabacco da fiuto) inzuppato nell'acqua, avrebbe insegnato alla persona la sua incantevole forma di musica.
I nix erano anche un presagio di annegamenti accidentali. Se avessero gridato in un particolare punto del lago o del fiume, in un modo che ricorda quello della strologa (un grosso uccello pescatore del nord Europa, chiamato loon), in quel punto in seguito sarebbe accaduto un incidente.
Più tardi, nella revisione Romantica del folclore e delle storie ispirate al folclore, nel XIX secolo, il nix canta della sua solitudine e nel desiderio di essere salvato, che presumibilmente non potrà mai avvenire perché non sarebbe "un figlio di Dio." In un poema di un poeta svedese E. J. Stagnelius, un giovane ragazzo, mosso a compassione del destino di un nix, gli salva la vita. Nel poema, forse il più famoso di Stagnelius, il ragazzo dice che il Nacken non sarà mai un "figlio di Dio", il che scatena delle "lacrime sul suo volto" poiché "non potrà mai più giocare nel ruscello argentato.".
In Scandinavia, le ninfee vengono chiamate "rose dei Nix" (näckrosor/nøkkeroser). Una storia che proviene dalla foresta di Tiveden racconta di come la foresta abbia le sue particolarissime ninfee grazie all'intervento di un Nix:
Presso il lago di Fagertärn, c'era una volta un povero pescatore, che aveva una bellissima figlia. Il piccolo lago procurava poco pesce, e il pescatore aveva difficoltà a sfamare la sua piccola famiglia. Un giorno, mentre il pescatore stava pescando sulla sua canoa di legno di quercia, incontrò un Nix, che gli offrì una abbondante pesca a condizione che il pescatore gli avrebbe dato la sua bella figlia quando avesse compiuto diciotto anni. Il pescatore, disperato, accetto e promise sua figlia al Nix. Il giorno in cui la ragazza compì diciotto anni, si recò presso la riva del lago, per incontrare il Nix. Il Nix felice, le chiese di scendere nella sua dimora sott'acqua, ma la ragazza tirò fuori un coltello che non l'avrebbe mai avuta viva, così si conficcò il pugnale nel cuore e cadde morta nel lago. Allora il sangue colorò le ninfee di rosso, e da quel giorno le ninfee di alcuni dei laghi della foresta sono rossi (Karlsson 1970:86).

### Bäckahästen, bækhesten
Il Bäckahästen o bækhesten (tradotto come "il cavallo di ruscello") è un cavallo mitologico del folclore scandinavo. Può essere paragonato al kelpie scozzese.
Veniva spesso descritto come un maestoso cavallo bianco che appariva vicino ai fiumi, in particolare mentre c'era nebbia o foschia. Chiunque fosse salito sulla sua schiena non sarebbe riuscito a scendere mai più. Il cavallo sarebbe poi saltato dentro al fiume, annegando il cavaliere. Il cavallo di ruscello  poteva anche essere imbrigliato ed usato per arare, sia perché stesse cercando di ingannare una persona, sia perché la persona fosse riuscita a ingannarlo e a farglielo fare. La seguente storia da una buona descrizione del cavallo di ruscello:

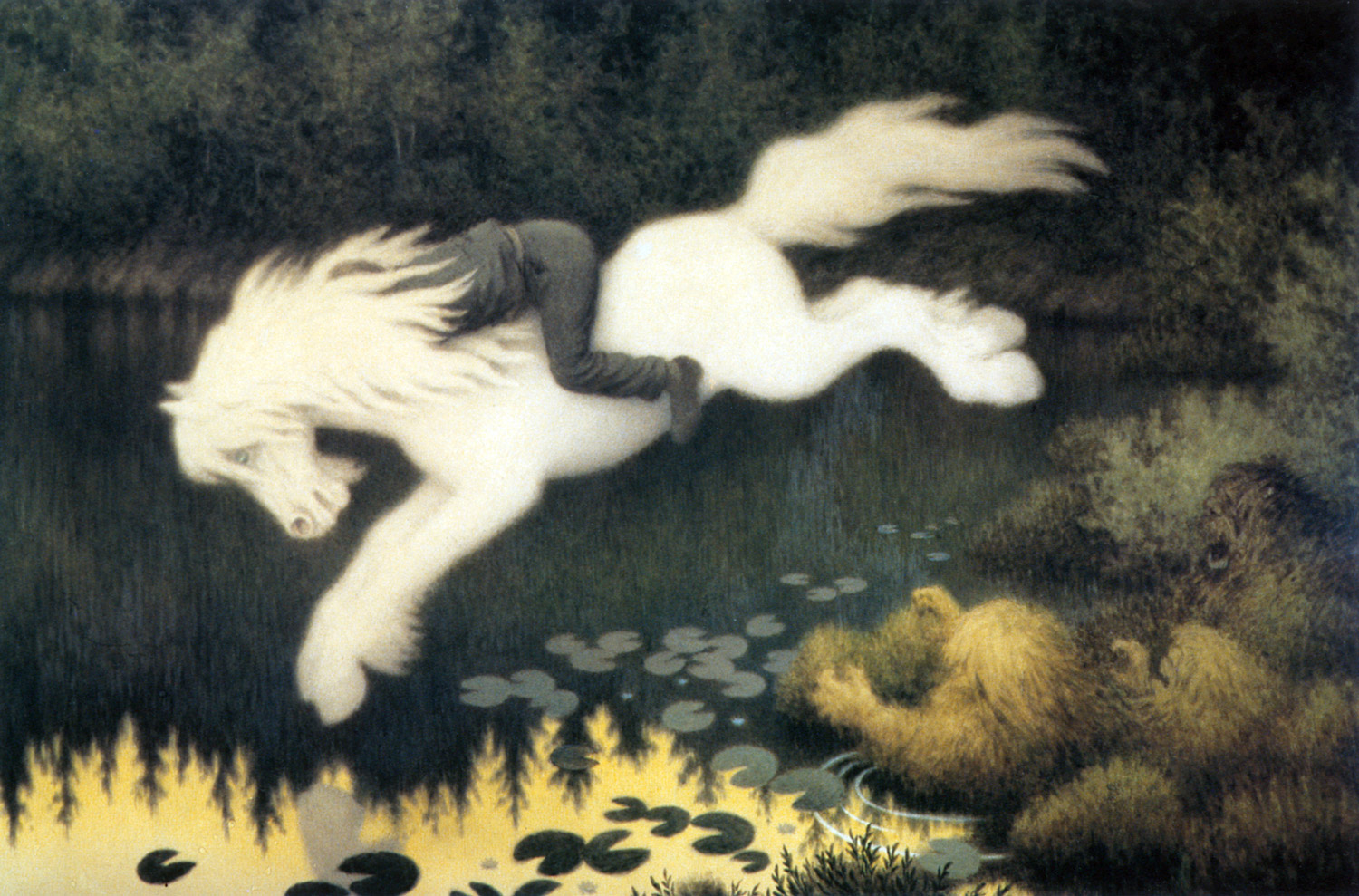
Gutt på hvit hest (Ragazzo su cavallo bianco) dello stesso Kittelsen.

(Hellström 1985:16)

## Germania
I tedeschi Nix e Nixe (e Nixie) sono delle specie di tritoni e sirene di fiume che attirano gli uomini per affogarli, proprio come quelli scandinavi, analogamente alle melusine celtiche ed alle sirene greche. L'epica tedesca dei Nibelunghi menziona i Nix insieme al Danubio, fra il 1180 e il 1210.
I Nixe nel folclore divennero folletti acquatici che provavano ad attirare le persone nell'acqua. I maschi possono assumete diverse forme, incluse quelle di un umano, un pesce, un serpente. Le femmine sono bellissime donne con la coda da pesce. Quando sono in forma umana, possono essere riconosciuti dall'orlo bagnato dei loro vestiti. I nixie sono considerati maligni in alcuni luoghi, mentre in altri sono visti come innocui ed amichevoli.
Nel XIX secolo Jacob Grimm parla dei nixie fra i "folletti acquatici" che amano la musica, cantare e danzare, e dice: "Come le sirene, le nixie attirano i loro giovani ascoltatori con le loro canzoni verso di loro, e poi nelle profondità dell'acqua" Secondo Grimm, essi possono apparire umani, ma hanno tracce evidenti di fattezze animali: il nix ha "orecchie a fessura", e la nixie ha la "gonna bagnata". Grimm pensava che questo potesse simboleggiare il loro essere "esseri superiori" che potevano mutare forma in animali.
Una famosa Nixie del folclore tedesco fu Lorelei. Secondo la legenda, si sedette sulla roccia sul Reno che ora porta il suo nome, e richiamò un pescatore e barcaiolo verso degli scogli pericolosi con il suono della sua voce. In Svizzera esiste il mito di una fanciulla di mare o Nixie, che viveva nel lago Zug (il lago è nel cantone di Zug).
The Yellow Fairy Book (Il libro delle Fate Gialle) di Andrew Lang include fra le altre una storia intitolata "The Nixie of the Mill-Pond" (La Nixie e il laghetto del mulino) dove uno spirito maligno che viveva nel laghetto del mulino stringe un patto con il mugnaio, curando la salute del mugnaio in cambio di suo figlio. La storia è presa da "Tales of Grimm".
La legenda di Heer Halewijn, un pericoloso signore che portava le donne verso la propria morte con una canzone magia, potrebbe avere origine dal mito dei Nix.
Dei nomi alternativi (perifrasi) per le Nixie femmine in Germania sono "Rhine maidens (in tedesco Rheintöchter) (ovvero "Fanciulle del Reno") e Lorelei.
In una descrizione romanzesca, le Fanciulle del Reno sono fra i protagonisti dell'opera in quattro parti del compositore Richard Wagner Der Ring des Nibelungen (L'Anello dei Nibelunghi), basata in modo non preciso sui nex del Nibelungenlied.
Le Fanciulle del Reno: Wellgunde, Woglinde, e Floßhilde (Flosshilde) appartengono ad un gruppo di personaggi che vivono in una parte della natura completamente libera dall'influenza umana. Erda e le Norne vengono allo stesso modo considerate parte di questo mondo 'nascosto'.
Appaiono per la prima volta nella prima parte del ciclo nibelunghiano, Das Rheingold, come guardiani del Rheingold (Oro del Reno), un tesoro di oro nascosto nel fiume Reno. Il nano Alberich, un Nibelungo, è bramoso di ottenere il loro favore, ma loro in modo alquanto crudele, respingono la sua adulazione. Gli dicono che solo una persona incapace di amare può vincere il Rheingold. Così, Alberich maledice l'amore e ruba il Rheingold. Dall'oro rubato, forgia l'anello del potere.
Più avanti nella saga, le fanciulle del Reno vengono viste mentre tentano di riprendere l'anello per tramutarlo di nuovo nell'innocuo Rheingold. Ma nemmeno il supremo dio Wotan (Odino), che usa l'anello per pagare i giganti Fasolt e Fafner per costruire il Valhalla, né tanto meno l'eroe Siegfried, quando le fanciulle del Reno appariranno a lui nel terzo atto del Götterdämmerung, nessuno di loro gli restituirà l'anello. Alla fine Brünnhilde lo restituisce loro alla fine della saga, quando i fuochi della sua funeraria lo purificano dalla sua maledizione.

## Inghilterra
Nella contea inglese del Sussex, si dice che vi dimorino dei "wyrm acquatici" (draghetti acquatici) chiamati knucker. La parola knucker deriva dall'inglese antico nicor (mostro acquatico).
Il folclore inglese contiene molte creature simili ai Nix o Näck, come Jenny Greenteeth (Jenny Dentiverdi), lo Shellycoat, Peg Powler, il Bäckahästen una sorta di spaccone, e il Grindylow.